# 116
Glej tudi: število 116
116 (CXVI) je bilo prestopno leto, ki se je po julijanskem koledarju začelo na torek.

## Dogodki
- Rimski cesar Trajan ustanovi rimske province Armenijo, Asirijo in Mezopotamijo, ki jih že leta  118 ukine cesar Hadrijan
- ukinjeno Adiabensko kraljestvo, ustanovljeno leta 15